# Bolsa de Bilbao
Die Bolsa de Bilbao (deutsch: Börse von Bilbao) ist eine Wertpapierbörse im spanischen Bilbao, die als offizieller Sekundärmarkt definiert ist und ausschließlich für den Handel mit wandelbaren Aktien und Wertpapieren oder solchen, die Erwerbs- oder Zeichnungsrechte gewähren, bestimmt ist. Die Börse von Bilbao ist neben der Börse von Madrid, der Börse von Barcelona und der Börse von Valencia eine der vier Börsen in Spanien. Seit 2002 ist die Börse von Bilbao Teil der spanischen Bolsas y Mercados Espanoles (BME), dem Unternehmen, das die vier spanischen Wertpapierbörsen vereint.

## Geschichte
Die Bilbao Stock Exchange wurde am 21. Juli 1890 gegründet.
Im Jahr 1891 fanden die ersten Sitzungen der Bilbao Stock Exchange im Erdgeschoss des Arriaga-Theaters statt. Seit 1905 befindet sich die Börse von Bilbao in dem gleichnamigen Gebäude im Bilbaoer Stadtteil Abando, gegenüber dem Hauptbahnhof der Stadt. Die Börse spielte eine entscheidende Rolle beim wirtschaftlichen Aufschwung der Stadt im 20. Jahrhundert und machte Bilbao zu einem der wichtigsten Geschäftszentren in ganz Spanien. Im Jahr 1989 wurde das Leitungsgremium der Bilbao Stock Exchange gegründet und im selben Jahr die Bilbao Plaza Financiera Promotional Society ins Leben gerufen, um Projekte und Aktivitäten zur Stärkung der Bilbao Stock Exchange und ihres Finanzumfelds zu entwickeln. Sein Hauptziel besteht darin, sich auf die Suche nach neuen Geschäftsmöglichkeiten für die Entwicklung Bilbaos als führendes Finanzzentrum zu konzentrieren sowie die Wirtschafts- und Börsenkultur in Bilbao zu fördern und dabei zahlreiche Schulungsaktivitäten zu organisieren und daran mitzuwirken.
Im Jahr 2002 wurde sie eine Tochtergesellschaft von Bolsas y Mercados Españoles, nachdem dieses Unternehmen, das die vier spanischen Börsen vereinte, gegründet worden war.
Die Börse von Bilbao ist derzeit voll funktionsfähig, auch wenn die Digitalisierung der Börsen dazu geführt hat, dass dort weniger Betrieb herrscht. Heute kann die ehemalige Börse unter der Woche besichtigt werden. Darüber hinaus finden hier auch verschiedene Bildungskonferenzen statt und für Schulklassen werden nach Voranmeldung pädagogische Führungen durch das Gebäude angeboten.